# Loïc Pietri
Loïc Pietri (Nice, 27 de agosto de 1990) é um judoca francês.

## Carreira
É filho do ex-judoca Marcel Pietri, vice-campeão europeu em 1986. Loic praticou o judô no Judo Club Monaco, onde o pai é diretor, até os 18 anos. Juntou-se o INSEP - Institut national du sport, de l'expertise et de la performance.
Em 2009 tornou-se campeão europeu junior em Yerevan e campeão mundial junior em Paris.
No Campeonato Mundial de Judô de 2013 sagrou-se campeão ao vencer, entre outros, o brasileiro então líder do ranking mundial Victor Penalber, e na final o georgiano Avtandil Tchrikishvili.

## Vida pessoal
Ele é casado e tem uma filha com a campeã olímpica de judô brasileira Sarah Menezes.